# Софідаг
Софіда́г (рос. Софидаг) — гірська вершина у північно-східній частині Великого Кавказу. Знаходиться на території Росії (південний Дагестан).